# Karl Malone
Karl Anthony Malone (ur. 24 lipca 1963 w Summerfield, w stanie Luizjana) – amerykański koszykarz, występujący na pozycji silnego skrzydłowego, członek Koszykarskiej Galerii Sław, dwukrotny mistrz olimpijski (1992 i 1996) i dwukrotny MVP NBA, przez 18 sezonów zawodnik Utah Jazz. W 1996 znalazł się na liście 50 najlepszych koszykarzy w historii NBA ogłoszonej z okazji 50 lecia ligi.

## Życiorys

### College
W latach 1982–1985 studiował na Louisiana Tech University, gdzie był członkiem uniwersyteckiej drużyny koszykarskiej Louisiana Tech Bulldogs. Jako zawodnik Bulldogs zdobył w sumie 1716 punktów (6 miejsce w klasyfikacji najlepszych punktujących w historii drużyny). W 1992 został uhonorowany członkostwem w uczelnianej galerii sław.

### NBA
Po trzech sezonach gry w drużynie akademickiej zgłosił się do Draftu NBA 1985 roku, gdzie został wybrany z numerem 13 przez Utah Jazz. W debiutanckim sezonie zdobywał średnio 14,9 punktów, miał 8,9 zbiórek na mecz i został wybrany do najlepszej piątki debiutantów. W 1988 po raz pierwszy wystąpił w Meczu Gwiazd NBA, zdobywając 22 punkty (najwięcej w drużynie Zachodu). Przed rozpoczęciem sezonu 1988/1989 podpisał nowy, dziesięcioletni kontrakt wart 10 milionów dolarów. W meczu gwiazd 1989 roku, w którym zdobył 28 punktów i miał 9 zbiórek, został wybrany najbardziej wartościowym zawodnikiem spotkania. Po zakończeniu sezonu po raz pierwszy został wybrany do pierwszej piątki NBA.
27 stycznia 1990 w wygranym przez Jazz 144:96 meczu przeciwko Milwaukee Bucks zdobył 61 punktów (rekord kariery). W 1992 był członkiem „Dream Teamu” – drużyny olimpijskiej USA na Letnie Igrzyska Olimpijskie w 1992 roku, która zdobyła złoty medal. W Meczu Gwiazd NBA 1993 roku rozegranym w Salt Lake City (siedziba Utah Jazz), wygranym przez drużynę Zachodu, po raz drugi (wraz z Johnem Stocktonem) otrzymał nagrodę MVP. 
W 1996 był w składzie reprezentacji USA na Letnie Igrzyska Olimpijskie w 1996 roku, która ponownie zdobyła złoty medal. W 1997 po raz pierwszy został wybrany najbardziej wartościowym zawodnikiem sezonu zasadniczego. Jazz osiągnęli zaś bilans zwycięstw i porażek 64–18 (najlepszy w historii klubu) i uzyskali awans do Finałów NBA, w których ulegli Chicago Bulls 2-4. Rok później drużyna z Salt Lake City ponownie awansowała do finałów, lecz znów przegrali z Bulls. Po zakończeniu rozgrywek 1997/1998 zajął drugie miejsce w głosowaniu na MVP sezonu.
W sezonie 2002/2003 Malone po raz ostatni występował w barwach Jazz. W lipcu 2003, mając na celu zdobycie mistrzostwa NBA, jako wolny agent podpisał kontrakt z Los Angeles Lakers. 21 grudnia 2003 doznał kontuzji kolana, która wyeliminowała go z udziału w 40 spotkaniach sezonu zasadniczego (do czasu owej kontuzji opuścił zaledwie 11 meczów w całej swojej karierze). Problemy z kolanem spowodowały, że w czasie playoffów nie był w stanie grać na poziomie, jaki prezentował w pierwszej części sezonu. Lakers awansowali do finałów, jednak przegrali z Detroit Pistons 1-4. W lutym 2005 roku ogłosił zakończenie kariery. 
Numer 32, z którym występował Malone, został zastrzeżony przez Utah Jazz 23 marca 2006 roku (podczas meczu przeciwko Washington Wizards). Grając w barwach Lakers nosił numer 11 (numer 32 został wycofany dla uczczenia pamięci Magica Johnsona) – taki sam numer nosił w Dream Teamie, gdzie zgodnie z zasadami FIBA zawodnikom przydzielano numery od 4 do 15.
W ciągu swojej kariery zdobył 36 928 punktów, co daje mu 3. miejsce w klasyfikacji najlepszych punktujących w historii NBA i zanotował 14 968 zbiórek (6 miejsce). W 1996 znalazł się na liście 50 najlepszych koszykarzy w historii NBA ogłoszonej z okazji 50 lecia ligi, w 2010 zaś został uhonorowany członkostwem w Koszykarskiej Galerii Sław.

## Filmografia
W 2002 wystąpił w filmie Magiczne buty.

## Osiągnięcia
Na podstawie, o ile nie zaznaczono inaczej.

### NCAA
- Uczestnik rozgrywek:
  - Sweet 16 turnieju NCAA (1985)
  - II rundy turnieju NCAA (1984, 1985)
- Mistrz:
  - turnieju konferencji Southland (1984, 1985)
  - sezonu regularnego konferencji Southland (1985)
- Zaliczony do II składu All-American (1985 przez NABC)

### NBA
- Wicemistrz NBA (1997, 1998, 2004)
- MVP:
  - sezonu zasadniczego (1997, 1999)[20]
  - meczu gwiazd NBA (1989, 1993)[21]
  - miesiąca NBA (marzec 1988, styczeń 1990, grudzień 1990, kwiecień 1995, marzec 1997, luty 1998, listopad 2000)[22]
  - tygodnia NBA (15.03.1987, 3.01.1988, 24.04.1988, 16.04.1989, 30.12.1989, 28.01.1990, 8.03.1992, 19.04.1992, 31.01.1993, 19.12.1993, 18.12.1994, 23.04.1995, 31.12.1995, 24.11.1996, 16.03.1997, 23.03.1997, 30.11.1997, 15.02.1998, 8.03.1998, 11.04.1999, 6.03.2000, 6.11.2000, 17.02.2002)
- 14-krotnie wybierany do udziału w meczu gwiazd NBA (1988, 1989, 1990[a], 1991–1998, 2000–2002[b])
- Wybrany do:
  - I składu:
    - NBA (1989–1999)
    - defensywnego NBA (1997, 1998, 1999)[24]
    - debiutantów NBA (1986)[25]

  - II składu:
    - NBA (1988, 2000)
    - defensywnego NBA (1988)[24]

  - III składu NBA (2001)
  - składu:
    - 50. najlepszych zawodników w historii NBA[26]
    - najlepszych zawodników w historii NBA, wybranego z okazji obchodów 75-lecia istnienia ligi (2021)[27]

  - Koszykarskiej Galerii Sław im. Naismitha (2010)
- Zdobywca NBA IBM Award (1998)[28]
- Rekordzista pod względem ilości zdobytych punktów i zbiórek drużyny Utah Jazz[29]
- Numer 32 zastrzeżony przez Utah Jazz[30]
- Lider play-off NBA w liczbie celnych rzutów wolnych (1992, 1997)[31]
- Debiutant miesiąca NBA (grudzień 1985)

### Reprezentacja
- Mistrz:
  - olimpijski (1992[32], Atlanta 1996[33])
  - Ameryki (1992)[34]
- Wybrany do Koszykarskiej Galerii Sław jako członek drużyny olimpijskiej z 1992 roku (Naismith Memorial Basketball Hall Of Fame - 2010)[35]

## Rekordy
Na podstawie NBA.com
- Największa liczba punktów w jednym meczu - 61 (27 stycznia 1990 przeciwko Milwaukee)
- Największa liczba celnych rzutów za 3pkt w jednym meczu - 2 (4-krotnie)
- Największa liczba zbiórek w jednym meczu - 23 (29 marca 1994 przeciwko Golden State)
- Największa liczba asyst w jednym meczu - 10 (7-krotnie)
- Największa liczba przechwytów w jednym meczu - 7 (4-krotnie)
- Największa liczba bloków w jednym meczu - 5 (5-krotnie)

## Statystyki
Na podstawie Basketball-Reference.com (ang.)

### Sezon zasadniczy
| Sezon     | Drużyna     | M    | S5   | MPG  | FG%   | 3P%   | FT%   | RPG  | APG | SPG | BPG | PPG  |
| --------- | ----------- | ---- | ---- | ---- | ----- | ----- | ----- | ---- | --- | --- | --- | ---- |
| 1985/86   | Utah        | 81   | 76   | 30,6 | 49,6% | 0,0%  | 48,1% | 8,9  | 2,9 | 1,3 | 0,5 | 14,9 |
| 1986/87   | Utah        | 82   | 82   | 34,8 | 51,2% | 0,0%  | 59,8% | 10,4 | 1,9 | 1,3 | 0,7 | 21,7 |
| 1987/88   | Utah        | 82   | 82   | 39,0 | 52,0% | 0,0%  | 70,0% | 12,0 | 2,4 | 1,4 | 0,6 | 27,7 |
| 1988/89   | Utah        | 80   | 80   | 39,1 | 51,9% | 31,3% | 76,6% | 10,7 | 2,7 | 1,8 | 0,9 | 29,1 |
| 1989/90   | Utah        | 82   | 82   | 38,1 | 56,2% | 37,2% | 76,2% | 11,1 | 2,8 | 1,5 | 0,6 | 31,0 |
| 1990/91   | Utah        | 82   | 82   | 40,3 | 52,7% | 28,6% | 77,0% | 11,8 | 3,3 | 1,1 | 1,0 | 29,0 |
| 1991/92   | Utah        | 81   | 81   | 37,7 | 52,6% | 17,6% | 77,8% | 11,2 | 3,0 | 1,3 | 0,6 | 28,0 |
| 1992/93   | Utah        | 82   | 82   | 37,8 | 55,2% | 20,0% | 74,0% | 11,2 | 3,8 | 1,5 | 1,0 | 27,0 |
| 1993/94   | Utah        | 82   | 82   | 40,6 | 49,7% | 25,0% | 69,4% | 11,5 | 4,0 | 1,5 | 1,5 | 25,2 |
| 1994/95   | Utah        | 82   | 82   | 38,1 | 53,6% | 26,8% | 74,2% | 10,6 | 3,5 | 1,6 | 1,0 | 26,7 |
| 1995/96   | Utah        | 82   | 82   | 38,0 | 51,9% | 40,0% | 72,3% | 9,8  | 4,2 | 1,7 | 0,7 | 25,7 |
| 1996/97   | Utah        | 82   | 82   | 36,6 | 55,0% | 0,0%  | 75,5% | 9,9  | 4,5 | 1,4 | 0,6 | 27,4 |
| 1997/98   | Utah        | 81   | 81   | 37,4 | 53,0% | 33,3% | 76,1% | 10,3 | 3,9 | 1,2 | 0,9 | 27,0 |
| 1998/99   | Utah        | 49   | 49   | 37,4 | 49,3% | 0,0%  | 78,8% | 9,4  | 4,1 | 1,3 | 0,6 | 23,8 |
| 1999/2000 | Utah        | 82   | 82   | 35,9 | 50,9% | 25,0% | 79,7% | 9,5  | 3,7 | 1,0 | 0,9 | 25,5 |
| 2000/01   | Utah        | 81   | 81   | 35,7 | 49,8% | 40,0% | 79,3% | 8,3  | 4,5 | 1,1 | 0,8 | 23,2 |
| 2001/02   | Utah        | 80   | 80   | 38,0 | 45,4% | 36,0% | 79,7% | 8,6  | 4,3 | 1,9 | 0,7 | 22,4 |
| 2002/03   | Utah        | 81   | 81   | 36,2 | 46,2% | 21,4% | 76,3% | 7,8  | 4,7 | 1,7 | 0,4 | 20,6 |
| 2003/04   | L.A. Lakers | 42   | 42   | 32,7 | 48,3% | 0,0%  | 74,7% | 8,7  | 3,9 | 1,2 | 0,5 | 13,2 |
| Razem     |             | 1476 | 1471 | 37,2 | 51,6% | 27,4% | 74,2% | 10,1 | 3,6 | 1,4 | 0,8 | 25,0 |

### Play-offs
| Sezon | Drużyna     | M   | S5  | MPG  | FG%   | 3P%   | FT%   | RPG  | APG | SPG | BPG | PPG  |
| ----- | ----------- | --- | --- | ---- | ----- | ----- | ----- | ---- | --- | --- | --- | ---- |
| 1986  | Utah        | 4   | 4   | 36,0 | 52,8% | –     | 42,3% | 7,5  | 1,0 | 2,0 | 0,0 | 21,8 |
| 1987  | Utah        | 5   | 5   | 40,0 | 42,0% | –     | 72,2% | 9,6  | 1,2 | 2,2 | 0,8 | 20,0 |
| 1988  | Utah        | 11  | 11  | 44,9 | 48,2% | 0,0%  | 72,3% | 11,8 | 1,5 | 1,2 | 0,6 | 29,7 |
| 1989  | Utah        | 3   | 3   | 45,3 | 50,0% | –     | 81,3% | 16,3 | 1,3 | 1,0 | 0,3 | 30,7 |
| 1990  | Utah        | 5   | 5   | 40,6 | 43,8% | 0,0%  | 75,6% | 10,2 | 2,2 | 2,2 | 1,0 | 25,2 |
| 1991  | Utah        | 9   | 9   | 42,6 | 45,5% | 0,0%  | 84,6% | 13,3 | 3,2 | 1,0 | 1,2 | 29,7 |
| 1992  | Utah        | 16  | 16  | 43,0 | 52,1% | 0,0%  | 80,5% | 11,3 | 2,6 | 1,4 | 1,2 | 29,1 |
| 1993  | Utah        | 5   | 5   | 43,2 | 45,4% | 50,0% | 81,6% | 10,4 | 2,0 | 1,2 | 0,4 | 24,0 |
| 1994  | Utah        | 16  | 16  | 43,9 | 46,7% | 0,0%  | 73,8% | 12,4 | 3,4 | 1,4 | 0,8 | 27,1 |
| 1995  | Utah        | 5   | 5   | 43,2 | 46,6% | 33,3% | 69,2% | 13,2 | 3,8 | 1,4 | 0,4 | 30,2 |
| 1996  | Utah        | 18  | 18  | 40,3 | 46,9% | 0,0%  | 57,4% | 10,3 | 4,4 | 1,9 | 0,6 | 26,5 |
| 1997  | Utah        | 20  | 20  | 40,8 | 43,5% | 50,0% | 72,0% | 11,4 | 2,9 | 1,4 | 0,8 | 26,0 |
| 1998  | Utah        | 20  | 20  | 39,8 | 47,1% | 0,0%  | 78,8% | 10,9 | 3,4 | 1,1 | 1,0 | 26,3 |
| 1999  | Utah        | 11  | 11  | 41,0 | 41,7% | 0,0%  | 79,1% | 11,3 | 4,7 | 1,2 | 0,7 | 21,8 |
| 2000  | Utah        | 10  | 10  | 38,6 | 52,0% | 100%  | 81,0% | 8,9  | 3,1 | 0,7 | 0,7 | 27,2 |
| 2001  | Utah        | 5   | 5   | 39,8 | 40,5% | 50,0% | 79,6% | 8,8  | 3,4 | 1,0 | 0,8 | 27,6 |
| 2002  | Utah        | 4   | 4   | 40,8 | 41,1% | 0,0%  | 71,4% | 7,5  | 4,5 | 1,3 | 0,8 | 20,0 |
| 2003  | Utah        | 5   | 5   | 38,2 | 40,5% | 0,0%  | 73,2% | 6,8  | 4,0 | 1,6 | 0,4 | 19,6 |
| 2004  | L.A. Lakers | 21  | 21  | 38,0 | 45,0% | 0,0%  | 63,0% | 8,8  | 3,4 | 1,1 | 0,1 | 11,5 |
| Razem |             | 193 | 193 | 41,0 | 46,3% | 16,2% | 73,6% | 10,7 | 3,2 | 1,3 | 0,7 | 24,7 |